# 新蘇爾基夫卡
49°43′4″N 27°49′45″E / 49.71778°N 27.82917°E
新蘇爾基夫卡（烏克蘭語：Нова Сулківка），是烏克蘭的村落，位於該國西南部文尼察州，由赫梅利尼克區負責管轄，始建於1404年，面積0.45平方公里，海拔高度294米，2001年人口61。